# 효문황후
효문황후 두의(孝文皇后 竇猗, ? ~ 기원전 135년)는 전한 문제의 황후이며 전한 경제의 어머니이다.

## 어린 시절
효문황후는 조(趙)나라 청하(淸河)의 관진(觀津, 지금의 하북성 무읍) 사람으로, 그녀의 집안은 본래 명문가였으나, 일찍 부모를 여읜 탓에 오라비 두건(竇建), 동생 두광국(廣國)과 함께 불우한 어린 시절을 보냈다고 한다. 두씨가 자라 시집갈 나이가 되었을 때, 미색이 뛰어난 두씨는 한나라 궁궐의 궁녀로 입궁하여 여태후(呂太后)를 섬기게 되었다. 후에 여태후는 궁녀들을 내보내 여러 제후왕들에게 하사하였는데, 두씨 또한 이 출궁 행렬에 이름이 올랐다.
두씨는 조국(趙國)이 고향에서 가까운 것을 생각해내고는 궁녀의 송환을 주관하는 환관에게 간청하기를 "저를 반드시 조왕에게 보내주십시오."라고 하였다. 하지만 환관이 이 부탁을 잊어 그녀의 명부를 대국(代國)으로 가는 궁녀의 대오 가운데 놓았다. 뒤늦게 이 사실을 알게 된 두씨는 흐느껴 울면서 가지 않으려고 하였으나 강제로 동원하자 비로소 이에 따랐다. 그러나 대국으로 보내진 것은 그녀의 인생을 바꿔놓은 천운으로, 두씨는 대국에 오자마자 대왕 유항(代王 劉恒)의 눈에 들어 그의 후궁이 되었다. 대왕의 총애를 독차지하게 된 두씨는 곧 딸을 낳았고, 이름을 표(嫖, 관도공주)라고 하였다. 그리고 얼마 지나지않아 두 아들 계(啟, 경제)와 무(武, 양왕)를 내리 낳으며 궁 안에서의 자신의 위치를 굳건히 하였다.

## 황후가 된 두씨
기원전 180년 여태후가 죽자, 대왕 유항이 황제의 자리를 계승하였으니 이가 바로 문제(文帝)였다. 이즈음 대왕후(代王后)는 이미 중병에 걸려 세상을 떠났고, 왕후가 낳은 네 명의 아이들도 모두 병으로 죽고 없었다. 문제가 즉위한 지 몇 달이 지나자 대신들은 태자 책봉을 주청하였다. 문제의 아들들 가운데 두씨가 낳은 황자 계가 가장 연장이었으므로 태자로 세워졌고, 모후 두씨는 황후가 되었다. 두황후의 부모는 일찍 세상을 떠났지만 딸이 황후로 책봉되었으므로 각각 안성후(安成侯)와 안성부인(安成夫人)에 추증되었다. 나아가 문제는 두황후 양친의 묘가 있는 청하에 원읍을 설치하여 200호(戶)를 할당하였으며, 장승(長丞)을 만들어 지키게 하였는데 그 격식을 제후의 능원과 같게 하였다.
두건과 두광국도 논밭과 가옥, 돈 등을 후하게 하사받았으며, 황명으로 다른 두씨 형제들까지 장안(長安)으로 집을 옮기게 되었다. 두건과 두광국은 누이 덕에 하루아침에 부귀영화를 누리게 되었으나 성품이 공손하고 겸손하여, 감히 존귀한 지위를 이용하여 다른 사람 면전에서 자만해하지 않았다 한다. 후에 두광국은 장무후(章武侯)에, 두건의 아들 두팽조(竇彭祖)는 남피후(南皮侯)에 봉해졌다.

## 노장을 숭상한 말년의 두태후
기원전 157년 문제가 죽자, 태자 유계가 황위에 올랐으니 곧 경제(景帝)이다. 아들이 황제가 되자, 두황후는 황태후가 되었다. 경제는 어머니 두태후에 대한 효심이 깊었으나, 두태후는 맏아들 경제보다 막내인 양왕(梁王) 무를 더 아끼고 사랑하였다. 그리하여 양왕으로 하여금 경제의 후사를 잇게 하려했으나 친척조카인 두영(竇嬰)이 황위의 부자상속원칙을 내세워 반대하였고, 두태후의 계획은 무산되고 말았다. 그로부터 얼마 후 기원전 141년 경제가 세상을 떠났고, 태자 철(徹, 무제)이 황제가 되자 두태후는 태황태후(太皇太后)가 되었다.
무제(武帝)가 제위를 이었을 때, 16세의 어린 나이였다. 따라서 그가 즉위하고 난 뒤 정치는 자연스레 조모인 태황태후의 감시와 견제 하에 이루어졌다. 때문에 두태후는 무제와 정치적으로 충돌하게 되는데, 그 대표적인 것이 바로 유학과의 충돌이다. 무제는 즉위하자마자 곧바로 유학자들을 높은 자리에 앉혀 정치 쇄신을 도모했는데 이내 두태후의 반대에 부딪혔다. 여후나 문제는 무위(無爲)를 주장하는 도가(道家) 사상을 중시했고, 경제는 법률 만능인 법가(法家) 사상을 주장하는 조착(晁錯)을 등용했다. 따라서 중국 역사상 유학자가 실무를 담당하는 고관의 자리에 본격적으로 등용된 것은 무제 때가 처음이었는데, 문제는 황제의 조모인 태황태후가 열렬한 노장(老莊)의 신봉자였다는 점이다.
두태후가 "황제(黃帝)와 노자(老子)의 술(術)"을 좋아하였다는 것은 이미 널리 알려진 사실이다. 그 당시, 두태후 자신이 <노자>를 읽고 그 술책을 숭상하였을 뿐만 아니라 경제와 모든 두씨 자제들까지도 <노자>를 읽고 이른바 '황노지술(黃老之術)'을 받들게 하였다고 한다. 그러니 두태후가 무제의 유학진흥책을 지지할리 만무했다. 어린 황제가 안거포륜(安車蒲輪, 바퀴를 부들 풀로 싸서 편안하게 탈 수 있는 수레. 현사를 우대한다는 뜻으로 쓰임)의 예로 당대의 저명한 유학자들을 초빙하자, 두태후는 이러한 조치에 크게 노하여 황제가 등용한 유학자들을 모두 죽였다. 그러나 같은 해 建元 6년, 그토록 위세당당하던 두태후는 시력을 잃고 고생하다 노환으로 세상을 떠났다. 죽기 전에 태후궁의 모든 금전과 재물을 관도장공주에게 주라는 조서를 남겨 놓았다. 시호는 효문황후(孝文皇后)이며, 태종 효문황제(太宗 孝文皇帝)의 패릉(覇陵)에 합장되었다. 한편 두태후 사후, 드디어 무제는 친정을 선포하고 한나라의 최전성기를 열게 되었다.

## 가족 관계
시가
- 시부 : 태조 고황제 유방(太祖 高皇帝 劉邦)
- 적시모 : 여태후 여치(呂雉)
- 친시모 : 효문태후 박희(孝文太后 薄姬)
  - 남편 : 태종 효문황제 유항 (太宗 孝文皇帝 劉恒)
    - 장녀 : 관도장공주 유표(館陶長公主 劉嫖)
    - 부마 : 당읍후 진오(堂邑侯 陳午)
      - 외손녀 : 진아교(陳阿嬌) - 무제의 황후

    - 장남 : 효경황제 유계 (孝景皇帝 劉啓)
    - 며느리 : 효경황후 왕씨(孝景皇后 王氏)
      - 손자 : 세종 효무황제 유철(世宗 孝武皇帝 劉徹)

    - 차남 : 양효왕 유무(梁孝王 劉武)

친정
- 오라비 : 두건(竇建)
- 오라비 : 장무경후(章武景侯) 두광국
- 오라비 : 두보
  - 질자(姪子) : 위기후 두영

## 효문황후를 연기한 배우들
- 진사리(陳莎莉) - 《위황후전》(2014)
- 임심여(林心如) - 《미인심계》(2010)
- 귀아뢰(归亚蕾) - 《한무대제》(2003)
- 진사리(陳莎莉) - 《대한천자》(2001)